# Камнишка Бистриця (Камник)
Камнишка Бистриця (словен. Kamniška Bistrica) — поселення в общині Камник, Осреднєсловенський регіон, Словенія. Висота над рівнем моря: 595,8 м.